# 1989 NE1
1989 NE1 är en asteroid i huvudbältet som upptäcktes den 8 juli 1989 av det nyzeeländska astronomparet Pamela M. Kilmartin och Alan C. Gilmore vid Mount John University Observatory.
Asteroiden har en diameter på ungefär 4 kilometer.